# Glyphis scyphulifera
Glyphis scyphulifera är en lavart som först beskrevs av Erik Acharius, och fick sitt nu gällande namn av Staiger. Glyphis scyphulifera ingår i släktet Glyphis och familjen Graphidaceae.   Inga underarter finns listade i Catalogue of Life.